# جيليزنوغورسك (كراسنويارسك كراي)
جيليزنوغورسك، كراسنويارسك كراي (بالروسية: Железногорск) هي إحدى مدن روسيا المغلقة في الكيان الفدرالي الروسي كراسنويارسك كراي. كانت تعرف سابقا باسم كراسنويارسك-26 واستخدمت للصناعات النووية. بلغ عدد سكانها 85,599 نسمة في إحصائية عام 2010 الروسية.